# Panicum novemnerve
Panicum novemnerve är en gräsart som beskrevs av Otto Stapf. Panicum novemnerve ingår i släktet vipphirser, och familjen gräs. Inga underarter finns listade i Catalogue of Life.